# Dirk Günnewig

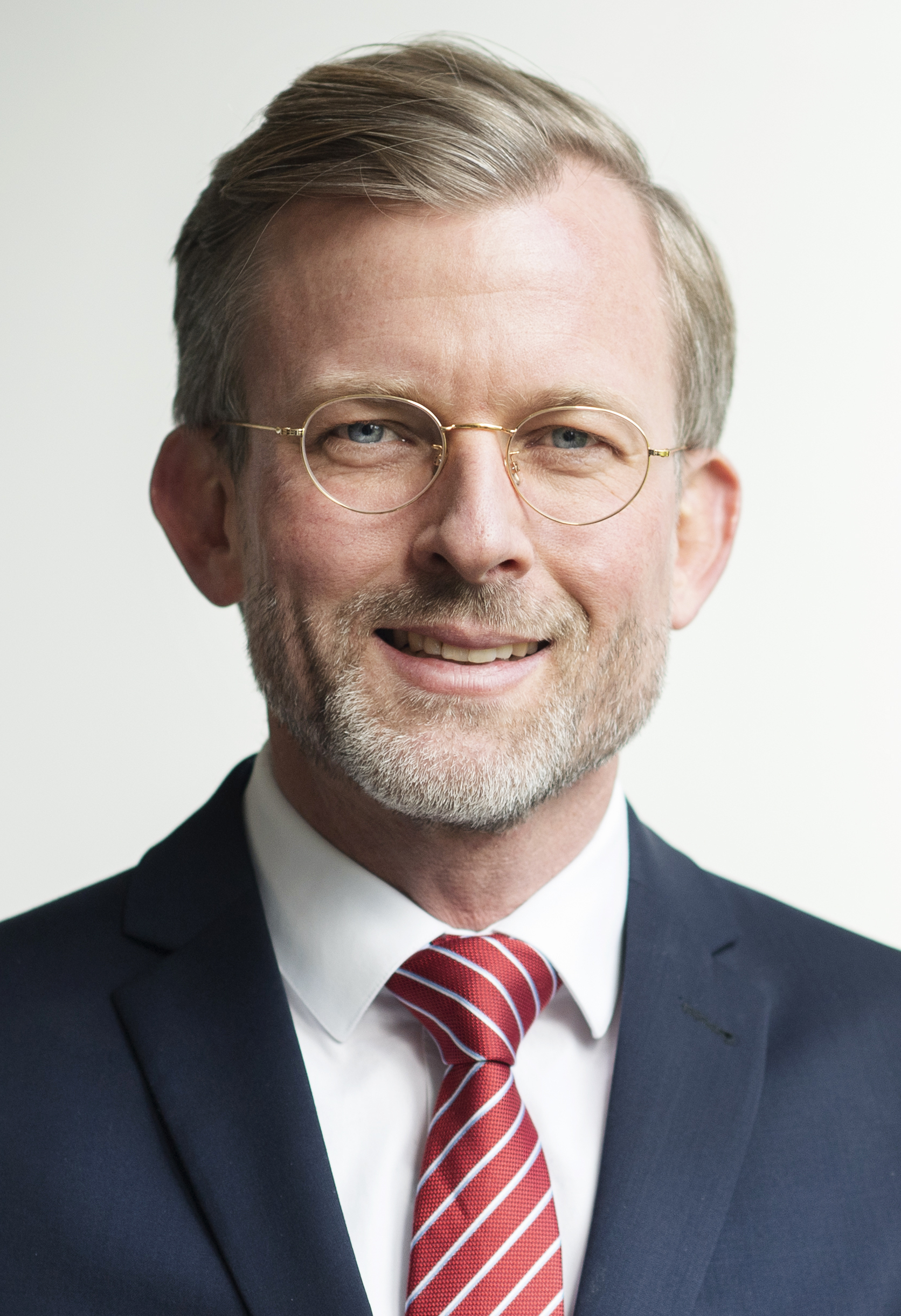
Dirk Günnewig (2021)

Dirk Günnewig (* 14. Februar 1975 in Meppen) ist ein deutscher politischer Beamter (CDU). Von Oktober 2021 bis Juni 2022 war er Staatssekretär im Ministerium für Kultur und Wissenschaft des Landes Nordrhein-Westfalen, seit dem 29. Juni 2022 ist er in gleicher Funktion im Ministerium der Finanzen des Landes Nordrhein-Westfalen tätig. 

## Leben
Günnewig stammt aus Lippetal. Er studierte Politikwissenschaft an der Westfälischen Wilhelms-Universität Münster und der Ruhr-Universität Bochum sowie Bildungs- und Wissenschaftsmanagement an der Carl von Ossietzky Universität Oldenburg. Von 2004 bis 2005 war er persönlicher Referent von Rektor Eberhard Becker an der Technischen Universität Dortmund. 2005 wurde er Referent in der Bildungs- und Wissenschaftsbehörde der Freien Hansestadt Bremen. Diesen Posten übt er bis 2008 aus, ehe er in das Ministerium für Schule und Weiterbildung des Landes Nordrhein-Westfalen wechselte, wo er bis 2012 unter anderem das Ministerinbüro leitete. Von 2012 bis 2014 war er als stellvertretender Referatsleiter Europäische Forschungs- & Innovationspolitik im Ministerium für Innovation, Wissenschaft und Forschung des Landes Nordrhein-Westfalen tätig. Nachdem er von 2014 bis 2017 als Pressesprecher und Referatsleiter für Grundsatzfragen der Externen Finanzkontrolle im Landesrechnungshof des Landes Nordrhein-Westfalen fungierte, übernahm er im Zuge der Bildung des Kabinetts Laschet die Leitung des Ministerbüros von Hendrik Wüst im Ministerium für Verkehr des Landes Nordrhein-Westfalen. Bereits 2018 wechselte er dann auf den Posten des Abteilungsleiters Grundsatzangelegenheiten der Mobilität, Digitalisierung und Vernetzung in diesem Ministerium.
Im Zuge der Bildung des Kabinetts Wüst I übernahm Günnewig am 28. Oktober 2021 den Posten des Staatssekretärs im von Isabel Pfeiffer-Poensgen geführten Ministerium für Kultur und Wissenschaft des Landes Nordrhein-Westfalen. Er wurde damit Nachfolger von Annette Storsberg, die bereits Ende September 2021 in den Ruhestand gegangen war. Im Zuge der Bildung des Kabinetts Wüst II wechselte Günnewig in das von Minister Marcus Optendrenk geleitete Ministerium der Finanzen des Landes Nordrhein-Westfalen.